# Derorhynchinae
Los derorrinquinos (Derorhynchinae) son una subfamilia extinta de marsupiales americanos pertenecientes a la familia Didelphidae.
Este clado había sido clasificado tradicionalmente como familia Derorhynchidae hasta que McKenna & Bell (1997) lo incluyeron como subfamilia dentro de los didélfidos.

## Derorhynchus
| Género       | Especie    | Autor             | Registro fósil                            |
| ------------ | ---------- | ----------------- | ----------------------------------------- |
| Derorhynchus | singularis | Paula Couto, 1952 | (†) Paleoceno superior; Itaboraí, Brasil. |

## Minusculodelphis
| Género           | Especie | Autor             | Registro fósil              |
| ---------------- | ------- | ----------------- | --------------------------- |
| Minusculodelphis | minimus | Paula Couto, 1962 | (†) Paleoceno medio; Brasil |